# 교육사회학
교육사회학은 교육학의 분과에 해당하는 것으로서 어떤 식으로 개인적인 경험이 교육에 영향을 받고 그 결과가 산출되는가에 대해 조명하는 학문이다. 현대 산업 사회와 교육의 연관성에 대해서 가장 많이 다루며 평생 교육이나 교육 수준의 향상이 어떤 식으로 나타나는지에 대해서도 다룬다.
대개 교육은 항시 근본적으로 사회 발전과 진보에 긍정적인 영향을 끼친다고 여겨졌다. 많은 사람들에게 교육은 장애나 어려움을 극복하고 성공이나 지위 상승을 돕는다. 또한 학습자인 아이들이 스스로 잠재력과 필요를 독특한 방식에 따라 개발할 수 있도록 돕는 것으로 보기도 한다.
따라서 교육의 목적이란 모든 개인에게 잠재력을 키우고 삶의 능력을 키울 수 있는 기회를 주는 것이라고 할 수 있다. 하지만 꼭 그렇지는 않아서 세계적인 교육 사회학자들에 따르면 꼭 교육이 긍정적인 역할을 하는 것은 아니다. 교육이 사회 현상 유지와 지배 계급의 이데올로기를 그대로 유지하는 수단으로 작용하는 경우가 나타나기 때문이다. 사회 질서를 재생산하고 자본가가 원하는 양식을 그대로 후세에 주입한다는 것이다. 사회적인 책임을 개인적인 책임 즉 내 탓으로 돌리게 하면서 사회의 문제점을 파악하는 데는 소홀하게 만들어버린다는 것이 그 중론이다.

## 같이 보기
- 교육공학